# Eve Meyer
Eve Meyer (* 13. Dezember 1928 in Griffin, Georgia; † 27. März 1977 auf dem Flughafen Los Rodeos, Teneriffa, Spanien) war ein US-amerikanisches Model, Schauspielerin und Filmproduzentin. Bekannt wurde sie vor allem durch die Zusammenarbeit mit dem Sexploitation-Filmemacher Russ Meyer, mit dem sie von 1952 bis 1970 verheiratet war.

## Leben und Werdegang
Die als Evelyn Eugene Turner geborene Südstaatlerin absolvierte zunächst eine Ausbildung als Sekretärin. Ab den 1950er Jahren arbeitete sie nebenberuflich als Fotomodell, um ihr Gehalt als Sekretärin aufzubessern. Über einen befreundeten Anwalt lernte sie 1952 Russ Meyer in San Francisco kennen, der zum damaligen Zeitpunkt noch als Fotograf arbeitete. Meyer erinnerte sich später rückblickend an seine Frau:

„I knew I’d marry her the minute we met, and she was the greatest love of my life. We broke up because I’m a no-good son of a bitch.“

Im gleichen Jahr heiratete sie Russ Meyer und arbeitete für zahlreiche Fotoshootings mit ihm zusammen. Ihr Mann porträtierte sie auch für eine Fotoserie, mit der sie im Juni 1955 Playmate des Monats der amerikanischen Ausgabe des Playboy wurde.
Ebenfalls 1955 übernahm sie ihre erste Filmrolle als Model in dem Film Maler und Mädchen, die allerdings nicht im Abspann erwähnt wurde. 1958 gründete das Ehepaar gemeinsam die Produktionsfirma Eve Productions, die künftig Meyers Filme produzierte und vertrieb. In Eva und der Mann für alles übernahm Eve Meyer 1961 ihre erste und einzige Hauptrolle in einem Spielfilm. Danach war sie ausschließlich als Filmproduzentin tätig, wobei sie nahezu ausnahmslos die Filme ihres Ehemanns produzierte. Daneben beriet sie ihren Mann auch bei seinen geschäftlichen Tätigkeiten und Investitionen.
Nach einer Unterleibsoperation litt sie unter Depressionen. Nach der Trennung von seiner Frau reiste Russ Meyer nach Deutschland, wo er den Film Fanny Hill drehte. Beide blieben sich jedoch freundschaftlich verbunden und setzten ihre Zusammenarbeit fort. Im Jahr 1970 endete ihre Ehe durch Scheidung. Eve Meyer produzierte danach nur noch zwei Filme ihres früheren Ehegatten; The Seven Minutes (1971) und Black Snake (1973).
Am 27. März 1977 starb sie bei der Flugzeugkatastrophe von Teneriffa. Meyer befand sich an Bord einer Boeing 747-121 der Pan American World Airways (Kennzeichen: N736PA, „Clipper Victor“), die mit einer unerlaubt startenden Boeing 747-206B der KLM Royal Dutch Airlines kollidierte.

## Filmografie
Als Darstellerin
- 1955: Maler und Mädchen (Artists and Models)
- 1959: Im Todeskessel von Kusong (Operation Dames)
- 1961: Eva und der Mann für alles (Eve and the Handyman)

Als Filmproduzentin
- 1963: Heavenly Bodies!
- 1964: Lorna – Zuviel für einen Mann (Lorna)
- 1965: Im Garten der Lust (Mudhoney)
- 1965: Die Satansweiber von Tittfield (Faster, Pussycat! Kill! Kill!)
- 1965: Motorpsycho … wie wilde Hengste (Motorpsycho)
- 1966: Mondo Topless
- 1967: Die liebestollen Hexen (Common Law Cabin)
- 1967: Guten Morgen … und auf Wiedersehen (Good Morning … and Goodbye!)
- 1968: Null Null Sex (Finders Keepers, Lovers Weepers!)
- 1968: Ohne Gnade – Schätzchen (Vixen!)
- 1969: Megavixens (Cherry, Harry & Raquel!)
- 1970: Blumen ohne Duft (Beyond the Valley of the Dolls)
- 1971: The Seven Minutes
- 1971: The Jesus Trip
- 1973: Black Snake